# Mali princ
Mali princ (francosko Le Petit Prince) je najbolj znano delo francoskega pisatelja in pilota Antoinea de Saint-Exupéryja. Napisal jo je med svojim bivanjem v newyorškem hotelu, prvič pa je izšla leta 1943. Ima 27 poglavij. Prevedena je bila v 180 svetovnih jezikov, slovenski prevod je zasluga Ivana Minattija. Pisateljev prvotni namen je bila otroška knjiga. 
Zanimivo je tudi omeniti, da so ilustracije del knjige, saj so nastale izključno kot pisateljevo delo.

## Vsebina
- I. poglavje: Pisatelj opisuje svoje otroške slike.
- II. poglavje: Govori o svojem srečanju z malim princem v puščavi in o prošnji, da mu nariše backa.
- III. poglavje: Mali princ sprašuje pisatelja o njegovem letalu.
- IV. poglavje: Princ razlaga o svojem domu, asteroidu B612, o Turku, ki ga je predstavljal javnosti.
- V. poglavje: Tu razlaga o svojih vulkanih na planetu, o kruhovcih in backu, ki naj bi jih pojedel.
- VI. poglavje: Govori o sončnih zahodih na njegovem planetu.
- VII., VIII., IX. poglavje: Pilotu pripoveduje o svoji vrtnici, kako je rasla, in kakšen je njun odnos. Zaradi vrtnice se odloči iti na potovanja po bližnjih asteroidih:

1. Kralj (X. poglavje): kralj kraljuje samemu sebi.
2. Domišljavec (XI. poglavje): Malega princa prisili, da ga občuduje.
3. Pijanec (XII. poglavje): pije, da bi pozabil, da ga je sram, ker pije.
4. Poslovnež (XIII. poglavje): nima časa za princa, ker neprestano šteje zvezde.
5. Svetilničar (XIV. poglavje): prižiga in ugaša svetilko, toda planet se tako hitro vrti, da mora to delati vsako minuto.
6. Geograf (XV. poglavje): naj bi pisal o površju planeta, toda nenehno sedi za mizo. On mu svetuje, naj obišče Zemljo.

- XVI. poglavje: Mali princ pripoveduje o padcu na Zemljo v Sahari.
- XVII. poglavje: Govori o srečanju s kačo, ki mu je pomagala.
- XVIII., XIX. poglavje: Pripoveduje o srečanju z edino rožo v puščavi in kako se je pogovarjal z odmevom.
- XX. poglavje: Govori, kako je prišel do vrta polnega vrtnic.
- XXI. poglavje: V njem spozna lisico, ki jo kasneje udomači.
- XXII. poglavje: Odpravi se dalje. Sreča kretničarja. Pojasni mu, da se vsem zelo mudi v prazno, razen otrokom, ki vedo, kam hočejo.
- XXIII. poglavje: Sreča prodajalca tablet, ki ti preprečijo žejo. Tako privarčuješ 53 minut na teden.
- XXIV. poglavje: Konča pripovedovanje, s pisateljem se odpravita iskat vodo
- XXV. poglavje: Sredi puščave najdeta ruševine s polnim vodnjakom.
- XXVI. poglavje: Ko se napijeta, Mali princ pove, da mora nazaj domov, saj bo točno eno leto od njegovega prihoda na Zemljo. Blizu najde kačo in se z njo pogovarja, kar pisatelja zelo zmede.
- XXVII. poglavje: Ponoči se poslovi od pilota in se s kačo odpravi na pravo mesto. Kača ga piči v gleženj in Mali princ pade mrtev na pesek.

## Knjižni liki
- Mali princ: Simbolizira  nedolžnost, ljubezen, prijateljstvo, upanje. Skozi njega tudi odraslim predstavi otroški, čist pogled na svet. Je glavni lik, ob katerem spremljamo različne osebe, ki jih srečuje na poti.
- Pisatelj: Pripovedovalec, ki preživi osem dni z Malim princem pred njegovim odhodom. Je nekakšen povezovalec med otroškim svetom, kot ga vidi princ, in odraslim, kot ga vidijo bralci.
- Lisica: Čeprav je lisica samo žival, princa uči pomembnosti v življenju. Nauči ga, da mora gledati s srcem in da je za ljubezen pomembna odgovornost.
- Vrtnica: Navidezno je brezčustvena, samovšečna. Malega princa njeno obnašanje odžene stran. V sebi pa ima rada princa, saj je njen edini skrbnik.
- Kača: Je prvo bitje, ki jo princ sreča na Zemlji, hkrati pa ga pošlje nazaj na svoj planet. Govori v ugankah, ker meni, da jih zna rešiti. Vzvišenost se pokaže tudi v bahanju s strupom, kar pa lahko razumemo tudi kot atribut zagotove smrti.
- Kruhovci: Kruhovci so na zemlji neškodljivi, če pa jih princ ne bi izpulil, bi zdrobili njegov planet. Ponazarjajo škodo človeške nemarnosti.
- Posamezni planeti prikazujejo človekove lastnosti:

1. Kralj: Ponazarja željo po oblasti. Ukazi so brez namena, saj ukazuje stvari, ki se že dogajajo. To mu daje moč in občutek pomembnosti.
2. Domišljavec: Predstavlja pomanjkanje samokritike. Svojo podobo ima izoblikovano in tudi od ostalih pričakuje, da jo brezpogojno sprejmejo. Misli, da so vsi ljudje njegovi oboževalci. Zato je tudi rekel malemu princu, naj mu zaploska. Princ je zaploskal in domišljavec je dvignil klobuk ter skromno odzdravil.
3. Pijanec: Prikazuje osebo, ki se je vdala v usodo. Je žalosten, hkrati pa tudi neumen, saj pije, da bi pozabil, da ga je sram, da pije.
4. Trgovec: To naj bi bil preprost odrasel človek, ki pozablja na svojo osebnost. Predstavlja povprečnega odraslega. Tako se mu je mudilo, da ni imel časa niti za najosnovnejše stvari v življenju. Da bi bil srečen. Cel čas je prešteval zvezde in jih vlagal v banko, zato da bi bil bogat in da bi lahko kupil nove zvezde.
5. Svetilničar: Zvečer je prižgal svetilko na planetu, zjutraj pa ugasnil. Svetilničar je princu razložil, da mu ja bila včasih služba všeč. Zjutraj jo je ugasnil, potem pa je čez dan počival in zvečer prižgal, potem pa ponoči spal. Ampak od takrat se služba ni spremenila. Njegov planet se vrti zmeraj hitreje in tako mora sedaj vsako minuto prižigati in ugašati svetilko in nima časa za spanje. Na prvi pogled se zdi njegovo delo zelo nesmiselno, toda princ občuduje njegovo vztrajnost, torej nas ta obisk nauči zvestobe.
6. Geograf: Živel je na lepem planetu, a kljub temu da je geograf, ni vedel, koliko oceanov, gora, rek in puščav je na njem. Za geografa je bilo preveč zapleteno, da bi si ogledal svoj, lasten planet, kaj šele druge. Menil je, da naj to delo opravljajo raziskovalci. Geograf je tudi priporočal Malemu princu, naj si gre ogledat planet Zemljo. Je prispodoba posameznika, ki skuša krojiti zgodovino, toda njegova vzvišenost mu to preprečuje. Želja je premajhna, da bi se sam lotil raziskovanja.
7. Zemlja: Združuje vse prej omenjene lastnosti, torej simbolizira individualizem.

## Simbolika
- Zvezde: pilotu predstavljajo navigacijo, po srečanju s princem pa mu predstavljajo nov pomen, saj princ živi na eni izmed njih.

Simbolizirajo tudi mistično neskončnost, a hkrati prav tako pisateljevo samoto.
- Puščava: je kraj dogajanja. Običajno pomeni nekaj suhega, praznega, tudi tukaj simbolizira pisateljeve misli. S pomočjo malega princa se mu misli širijo. Skupaj najdeta tudi vodo.
- Voda: na koncu zgodbe simbolizira duhovno izpopolnjenje. Pisateljevo veselje ob vodi lahko pomeni tudi, da je bil duhovno žejen.
- Vlak:  pojavi se v poglavju XXII. Je kot navidezna rešitev za ljudi, saj niso nikoli zadovoljni z mestom, kjer se nahajajo. Le otroci pri vlakih vedo, da je pot bolj pomembna od končne destinacije.

## Zanimivosti
- Knjigo je s slikami opremil pisatelj sam, ena izmed originalnih ilustracij Malega princa pa je bila natisnjena tudi na bankovcu za 50 francoskih frankov.
- Asteroid B612 ne obstaja. Saint-Exupéry ga je izumil po asteroidu 612 Veronika, ki ga je odkril nemški astronom August Kopff leta 1906 ter po svojem službenem letalu, ki je nosilo identifikacijsko število A612.
- Junaka otroške zgodbe je za svoj arhetip vzel Carl Gustav Jung, njegova učenka, psihologinja Marie Luise von Franz pa je izdala slavno knjigo Puer Aeternus, ki se v celoti nanaša na Exupéryjevo delo in analizira pojem »večnega otroka«.
- Boa, ki je narisana na začetku knjige, naj bi predstavljala nevarnost nacistov pred drugo sv. vojno.
- Leta 1975 so asteroid 2578 poimenovali “Saint-Exupéry”.

## Nauki
Glavni nauki so:
- Kdor hoče videti, mora gledati s srcem. Bistvo je očem nevidno.
- Ne pride daleč, kdor gre naravnost!

## Narečni prevodi
2018 se je objavil Mali princ v prekmurščini z naslovom Mali kralič (prev. Akoš Dončec). 2021 je v Nemčiji izdala založba Tintenfass prevod romana v rezijanščino z naslovom Te Mali Prïncip. Prevajalki sta Silvana Paletti in Malinka Pila.